# Sheridan, Arkansas
Sheridan är administrativ huvudort i Grant County i Arkansas. Orten har fått sitt namn efter militären Philip Sheridan. Vid 2010 års folkräkning hade Sheridan 4 603 invånare.

## Kända personer från Sheridan
- John Little McClellan, politiker